# 曼迪与拉菈·希尔达
曼迪·希尔达（阿拉伯语：‎）和拉菈·希尔达（阿拉伯语：‎）是巴勒斯坦加沙地带的一对双胞胎姐妹，以野生生物摄影和观鸟而闻名。她们致力于记录加沙地区的野生动植物并提高人们对该地区生物多样性的认识。

## 早年生活
曼迪和拉菈·希尔达是同卵双胞胎，1976年生于加沙城，人生中绝大多数的时间都生活在加沙地带。尽管她们从儿童时代就对自然和野生动物感兴趣，但她们并未接受正规的生物学或摄影教育。

## 野生动植物探索
她们对野生动植物的探索始于2005年，当时她们在自家后院观察到一只黑胸麻雀，并用一部旧手机将它拍摄下来。这件事引发了她们对记录加沙的植物和动物的兴趣。
2008年，希尔达姐妹获得了一部数码相机，并打算花更多时间记录加沙的野生动植物。随后，她们购买了一台尼康相机，并于2012年建立了社交媒体账户，成为了加沙地带的第一批野生动物摄影师。
希尔达姐妹的主要目标是展示加沙自然环境和野生动物的美丽，她们希望以这种方式改变人们认为加沙只有战争和破坏的看法。她们记录了各种珍稀的鸟类和植物物种，包括反嘴鹬、蛎鹬、欧夜鹰、Ophrys umbilicata、 Hyoscyamus aureus和Calotropis procera。
她们对加沙野生动植物的探索和记录已成为重要的科研资源，她们的作品已被巴勒斯坦的大学用于教育和研究目的。巴勒斯坦大学于2018年出版了加沙地区第一版药用植物手册，其中有25张照片由希尔达姐妹拍摄。
2018年，希尔达姐妹在A.M. Qattan基金会举办了她们的首次加沙野生动植物展览。这一活动吸引了许多环境专家和爱好者，进一步增加了人们对加沙生物多样性的认识。
2023年3月，包括希尔达姐妹在内的18名研究人员和观鸟爱好者发布了加沙地带的第一份鸟类名录，包括250种鸟类，占巴勒斯坦境内551种鸟类的45.4%。
包括以色列对加沙地带的封锁等诸多客观因素限制了希尔达姐妹，她们无法进入许多未开发的野生动植物栖息地。她们还难以进口望远镜和远摄相机，因为以色列当局怀疑这些设备可能具有军事用途。在边境地区携带双筒望远镜和相机也非常危险。由于缺乏机构或组织的支持，她们的活动都是自费的。

## 荣誉
希尔达姐妹于2019年被总部位于拉姆安拉的地球女士基金会授予"巴勒斯坦最重要的摄影师"头衔。然而，由于以色列对加沙地带的封锁，她们无法参加颁奖典礼。

## 未来计划
希尔达姐妹计划编制迄今为止最全面的加沙野生动植物百科全书，计划在未来几年内发布。